# Митакос Хадзистаматис
Митакос Хадзистаматис (на гръцки: Μητάκος Χατζησταμάτης) е виден зограф от втората половина на XIХ век, представител на Кулакийската художествена школа.

## Биография
Роден е в голямата солунска паланка Кулакия, тогава в Османската империя, днес Халастра. Братята му Димитриос Хадзистаматис и Дакос Хадзистаматис също са зографи. Митакос работи от 1862 година в Колиндрос (Колиндър), като се връща в 1864, 1868 и 1869 година. В 1862 година изписва по една икона „Благовещение Богородично“ за църквите „Свети Димитър“ и „Свети Атанасий“. В 1864 година изписва „Успение Богородично“ за „Света Теодора“ в Колиндрос, повлияна от същата икона на Маргаритис Ламбу от 1844 година в „Свети Георги“ в Кукуш. В 1877 година е в „Свети Атанасий“ в Айватово (Лити). Връща се в Колиндрос в 1878, 1882, 1885 и 1887 година. В Солун е в 1894, 1895 и 1899 година, като работи в църквите „Сретение Господне“, „Рождество Богородично“ (Панагуда), „Свети Атанасий“. Установяването му в Солун ще да е по-рано, тъй като в църквата „Свети Атанасий“ в Колиндрос има надпис от 1885 година „От ръцете на Митакос Хадзистаматис от Солун“.
В 1869 – 1871 година изписва царските икони и иконите на фриза в църквата „Света Неделя“ в Храни. В същия период изписва една от петте царски икони, както и царските двери в църквата „Свети Николай“ в Кастания. В църквата „Света Параскева“ в Палеостани изписва иконата на Свети Николай (1863), както вероятно и царските двери (1865), от които е запазена само дясната вратичка. В църквата „Свети Илия“ в Радяни (Рякия) има три неподписани икони от началото на 1860-те години, очевидно дело на Кулакийската школа, които са близки до произведенията на Митакос Хадзистаматис. В църквата „Успение Богородично“ в Радяни иконата на Света Марина (1871) и разпятието на иконостаса (1880), също носят отличителните белези на делата на Митакос и Димитриос Хадзистаматис.